# Cordova, Maryland
Cordova är en så kallad census-designated place i Talbot County i Maryland. Vid 2020 års folkräkning hade Cordova 551 invånare.